# Грациос, Агамемнон
Агамемнон Грациос (греч. Αγαμέμνων Γκράτσιος; 28 февраля 1922, Элафотопос — 11 августа 1993) — греческий военный деятель, дослужился до полного генерала, и занимал посты начальника Генерального штаба греческой армии с сентября 1976 по январь 1980 и начальника Генерального штаба Греции с января 1980 по январь 1982.

## Биография
Родился Агамемнон Грациос в Элафотопо Янинон 28 февраля 1922 года. Поступил в Военное училище эвэлпидов, но начало греко-итальянской войны 28 октября 1940 г. прервало его учёбу. Вместе с остальными кадетами участвовал в битве за Крит в 1941, где и был ранен. Во время гражданской войны в Греции Агамемнон Грациос был активен на многих фронтах и был ранен во второй раз в 1949 году в битве за отвоевания Наусы, которая была временно занята партизанами ДАГ.
Грациос был офицером войск артиллерии но он также приобрёл значительный опыт в Спецназе окончив школы спецназовцев и десантников Греции и западной Германии. В частности он был выпускником Артиллерийского училища, тогдашнего центра подготовки подразделений командос (ΚΕΜΚ), школы парашютистов, школы вооружения и вооруженных сил (ΣΕΟΕΔ) и школы воздушных перевозок воздушного десантирования в западной Германии.
Занимал несколько командных и штабных должностей в Греческом спецназе, командовал школой парашютистов 5-й рейдерской эскадрильи спецназа на Кипре (в 1965-67).
Режим Чёрных полковников благосклооно относился к Грациосу так как он был повышен от звания Бригадного генерала Генерал-майора и Генерал-лейтенанта между 1971 и 1974 годами. В начале 1974 года Грациос был назначен начальником АСДЕН.
За свою позицию того периода Грациос подвергся резкой критике после Метаполитефси такими газетами как Элефтеротипия и Авриани а также в парламенте от Андреаса Папандреу, который тогда находился в оппозиции.
Тем не менее, Грациос был ключевой фигурой в «системе Авероффа» (министра обороны страны), которая доминировала в Вооружённых Силах в течение семилетнего периода 1974-81 годов, занимая последовательно должность командира 3-го армейского корпуса Салониках до сентября 1976, начальника Генерального штаба греческой армии с сентября 1976 до января 1980 и начальника Генерального штаба Греции с января 1980 по январь 1982.
Так как отношения Грациоса с Андреасом Папандреу были плохими, он намеревался уйти в отставку после выборов 1981, которые привели к власти ПАСОК, но был отговорен в последнюю минуту тогдашним Президентом республики Константиносом Караманлисом. Однако три месяца спустя, в январе 1980, правительство Папандреу приступило к чрезвычайным перестановкам офицеров в Вооружённых силах и Грациос был демобилизован. Новым начальником Генерального штаба национальной обороны был назначен адмирал Теодорос Дегианнис.
Генерал Агамемнон Грациос скончался в 1993 году, у него остались жена и двое детей.